# Коммуна (Удмуртия)
Коммуна — починок в Кизнерском районе Удмуртии, входит в Безменшурское сельское поселение. Находится в 26 км к северо-западу от Кизнера, в 62 км к западу от Можги и в 130 км к западу от Ижевска.
Коммунистический посёлок для коммуны «Победа» в шести километрах от деревни Безменшур был организован в 1928 году. Для коммуны было выделено 100 гектаров леса, построено 5 двухэтажных корпусов. В них же размещались столовая, магазин и школа колхозной молодежи (ШКМ). Позже были открыты детские ясли, построен просторный клуб. Все животные и предметы труда принадлежали коммуне.
На берегу реки Казанки у плотины была построена фабрика по производству бумаги и спичек. Позже оборудование было заменено на лесопильную раму и стали изготавливали рыботару. В 1934 году ШКМ была закрыли, коммуну реорганизовали в колхоз «Победа». В 1950-е годы деревни Коммуна и Чуштаськем были объединены в колхоз «Авангард».